# Nogent-le-Bernard

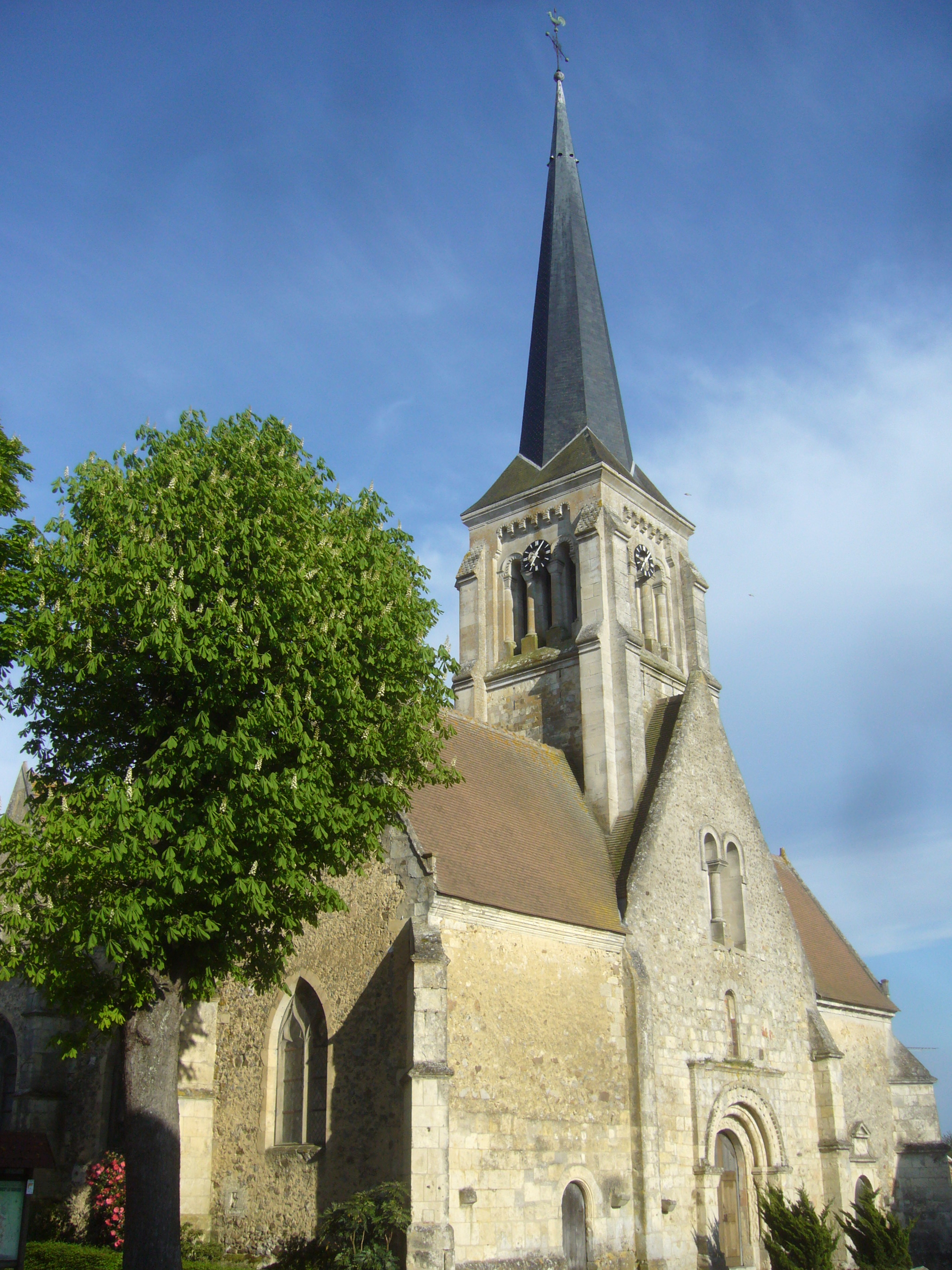
Kerk

Nogent-le-Bernard is een gemeente in het Franse departement Sarthe (regio Pays de la Loire) en telt 797 inwoners (1999). De plaats maakt deel uit van het arrondissement Mamers.

## Geografie
De oppervlakte van Nogent-le-Bernard bedraagt 29,9 km², de bevolkingsdichtheid is 26,7 inwoners per km².
De onderstaande kaart toont de ligging van Nogent-le-Bernard met de belangrijkste infrastructuur en aangrenzende gemeenten.

## Demografie
Onderstaande figuur toont het verloop van het inwonertal (bron: INSEE-tellingen).